# 아리아케 체조 경기장
아리아케 체조 경기장(有明体操競技場)은 일본 도쿄도 고토구 아리아케에 있는 경기장이다. 2020년 하계 올림픽에서 체조 종목, 2020년 하계 패럴림픽에서 보차 종목으로 사용될 예정이다.
대회 후에는 10년 정도 전시관으로 운영할 예정이다.